# 구좌읍
구좌읍(舊左邑)은 제주특별자치도 제주시 동부에 있는 읍이다. 면적은 185.93 km2이며, 인구는 외국인을 제외하고 2019년 12월 31일을 기준으로 7,723세대, 15,589명이다. 읍사무소 소재지는 세화리이다.
일제강점기인 1915년 5월에 전라남도 제주도 구좌면이 되었다가, 해방후인 1946년 8월 1일 전라남도에서 분리되어 제주도 북제주군 구좌면이 되었다.
1980년 12월 1일 구좌읍으로 승격되었으며, 1986년 4월 1일에는 우도가 분리되어 우도면으로 승격되었다. 2000년 1월 1일부터 동김녕리와 서김녕리를 '김녕리'로 통합하였다.
2006년 7월 1일에는 제주특별자치도가 출범함에 따라 제주시 구좌읍이 되었다.

## 행정 구역
| 리     | 한자명 | 비고            |
| ------ | ------ | --------------- |
| 김녕리 | 金寧里 |                 |
| 덕천리 | 德泉里 |                 |
| 동복리 | 東福里 |                 |
| 상도리 | 上道里 |                 |
| 세화리 | 細花里 | 읍사무소 소재지 |
| 송당리 | 松堂里 |                 |
| 월정리 | 月汀里 |                 |
| 종달리 | 終達里 |                 |
| 평대리 | 坪岱里 |                 |
| 하도리 | 下道里 |                 |
| 한동리 | 漢東里 |                 |
| 행원리 | 杏源里 |                 |

## 항구
- 김녕항 - 김녕리에 있는 국가어항이다.

## 교육
- 김녕초등학교 (김녕리)
  - 동복분교 (동복리)
- 구좌중앙초등학교 (월정리)
- 세화초등학교 (세화리)
- 송당초등학교 (송당리)
- 종달초등학교 (종달리)
- 평대초등학교 (평대리)
- 한동초등학교 (한동리)
- 하도초등학교 (하도리)
- 김녕중학교 (김녕리)
- 세화중학교 (세화리)
- 세화고등학교 (세화리)